# PQ4R
A PQ4R egy komplex tanulási módszer, mely írott tananyag elsajátítására alkalmas.
Máshol SQ4R néven lelhető fel ugyanez a stratégia. Itt az első szó nem a "preview", hanem a "scan" (letapogatás, áttekintés), de lényegében ugyanarról van szó.

## A módszer áttekintése
Sok embernek gondot okoz a tanulás. Egyesek felszínes és hiányos ismereteket szereznek, míg mások értelmetlenül bemagolják az anyagot. A tanult ismeretek értelmetlen halmazt alkotnak, logikai szerkezetük rejtve marad, felidézésük hiányos és alkalmazásuk nehézkes. Különösen igaz ez a kevésbé gyakorlatias, vagy nem szemléletes, "száraz" tantárgyakra.
Több tanulási módszert is kidolgoztak, melyek hatékonyabbá tehetik az ismeretek elsajátítását. Ezek legfontosabb eleme az, hogy a tananyag önálló feldolgozását igénylik.    
A PQ4R az egyéni tanulás egyik hatékony és népszerű módszere, mely az írott tananyagok elsajátítását aktív módon, meghatározott lépéseken át éri el. A módszer neve a lépések angol nevének kezdőbetűiből álló mozaikszó. Lényege a tananyag kérdéseken alapuló feldolgozása szerkezeti és oksági összefüggéseinek feltárásával és értelmezésével, rendszerbe helyezésével és önálló felidézésével. Ezáltal az új anyag beépül eddigi ismereteink közé.
Ez a tanulási módszer jelentős mértékben fejleszti a tanulók lényeglátását, kreativitását és szövegértését. További előnye hogy segít megismerni az adott tantárgy tagozódását, tárgyalási módját és logikáját. Az elkészült jegyzetek pedig segítik az anyag későbbi ismétlését, rendszerezését. Megfelelő körültekintéssel tanítási órán is használható új ismeretek elsajátításához. 
A fejezetcímekkel megfelelően tagolt, bevezető és összefoglaló résszel, kiemelésekkel és kérdésekkel ellátott tananyag pedig megkönnyíti a módszer alkalmazását.
Előadásokon jegyzetkészítéshez és az abból való tanuláshoz a Cornell-módszert célszerű használni.

## A módszer alkalmazásának lépései

### 1. Preview – Áttekintés
Felületes áttekintéssel felmérjük a tananyag szerkezetét és témáját a következő szempontok szerint: 
1. Miről fogunk tanulni?
2. Milyen részekre oszlik?
3. Hogyan kapcsolódnak a részek egymáshoz és eddigi ismereteinkhez?

Ezeket a bevezetőből, fő és alcímekből, címszavakból, ábrákból és az összefoglalásból  állapíthatjuk meg.

### 2. Question – Kérdezés
Fogalmazzunk kérdéseket a fejezetek címei és az összefoglaló alapján a tananyag témájára! 
 
Segítségképpen a lehetséges kérdéstípusok:
1. Összegző és meghatározó kérdések
  1. Milyen?
  2. Kicsoda?
  3. Mikor?
  4. Mennyi?
  5. Hány?
  6. Mire példa?
2. Elemző kérdések
  1. Hogyan?
  2. Miért?
  3. Melyek az okai?
  4. Milyen típusai vannak?
  5. Melyek a funkciói?
  6. Mi a folyamata?
  7. Milyen más példák vannak erre?
  8. Minek az oka/eredménye?
  9. Milyen kapcsolat van közöttük?
  10. Mi a hasonlóság vagy különbség közöttük?
  11. Hogyan lehet a … alkalmazni a …?
  12. Melyek a fő érvei vagy állításai?
  13. Hogyan érveltünk?
  14. Milyen bizonyíték, bizonyítás van, vagy mi támasztja alá?
  15. Más szerzők milyen eltérő elméleteik vannak?
3. Feltételező kérdések
  1. Ha …bekövetkezik, akkor … történik?
  2. Ha …megtörtént, akkor mi fog megváltozni?
  3. Mi történik, ha a … elmélet jóslata bekövetkezik?
  4. Mi lenne ha … különbözne …-től ?
  5. Hogyan kellene megváltoztatni hogy jó legyen?
4. Értékelő kérdések
  1. Jó vagy rossz?
  2. Helyes vagy helytelen?
  3. Lényeges vagy mellékes?
  4. Érthető vagy nem?
  5. Logikus vagy nem?
  6. Alkalmazható vagy nem?
  7. Be van bizonyítva vagy nincs?
  8. Etikus vagy nem?
  9. Melyek az előnyei vagy hátrányai?
  10. Mi szól mellette vagy ellene?
  11. Mi lenne a legjobb megoldás a problémára / konfliktusra / ügyre?
  12. Minek (nem) kellene megtörténnie?
  13. Egyetértek-e vagy nem?
  14. Mi a véleményem?
  15. Mire alapozom véleményem?

### 3. Read – Olvasás
Olvasás közben próbáljuk megérteni az anyagot, nem csupán bevésni vagy a lényeget kiemelni. 
Keressünk választ kérdéseinkre!  Készítsünk eközben vázlatot!  Ebben a legfontosabb címszavak és fogalmak szerepeljenek, a köztük lévő kapcsolatok és összefüggések jelölésével. A vázlatot később kiegészíthetjük és áttekinthetjük. 
Tegyünk fel újabb kérdéseket olvasás közben!
1. Mennyire érthető ?
2. Mit gondolok róla ?
3. Hogyan tudnék rákérdezni a nem érthető részekre ?
4. Hogyan kapcsolódik ez a lecke az egész tantárgyhoz ?

Ha elkalandozik a figyelmünk akkor tartsunk szünetet!

### 4. Reflect – Tükrözés
Gondoljuk át és próbáljuk értelmezni saját szavainkkal az anyagot a következők szerint: 
1. Hogyan kapcsolódik a korábban tanultakhoz ?
2. Hogyan függnek össze a lecke főtémái az altémáival?
3. Vannak-e ellentmondások, és sikerült-e feloldani ezeket?
4. Hogyan, milyen problémák megoldásához használhatók fel ezek az ismeretek ?

### 5. Recite – Felmondás
A tananyag önálló hangos felmondása az egyes részekhez kapcsolódó kérdések alapján saját szavainkkal. Használjuk a fejezetcímeket, ábrákat, címszavakat és vázlatunkat.
Ezáltal rendezzük és megszilárdítjuk az ismereteket.

### 6. Review – Összegzés
A tanult ismeretek önálló összefoglalása és ellenőrzése. Tegyünk fel további kérdéseket és feltételezéseket magunknak! Hiányosság esetén a szöveg újraolvasása szükséges.